# Pescatoria lehmannii
Pescatoria lehmannii är en orkidéart som beskrevs av Heinrich Gustav Reichenbach. Pescatoria lehmannii ingår i släktet Pescatoria och familjen orkidéer.
Artens utbredningsområde är Ecuador. Inga underarter finns listade i Catalogue of Life.

## Bildgalleri

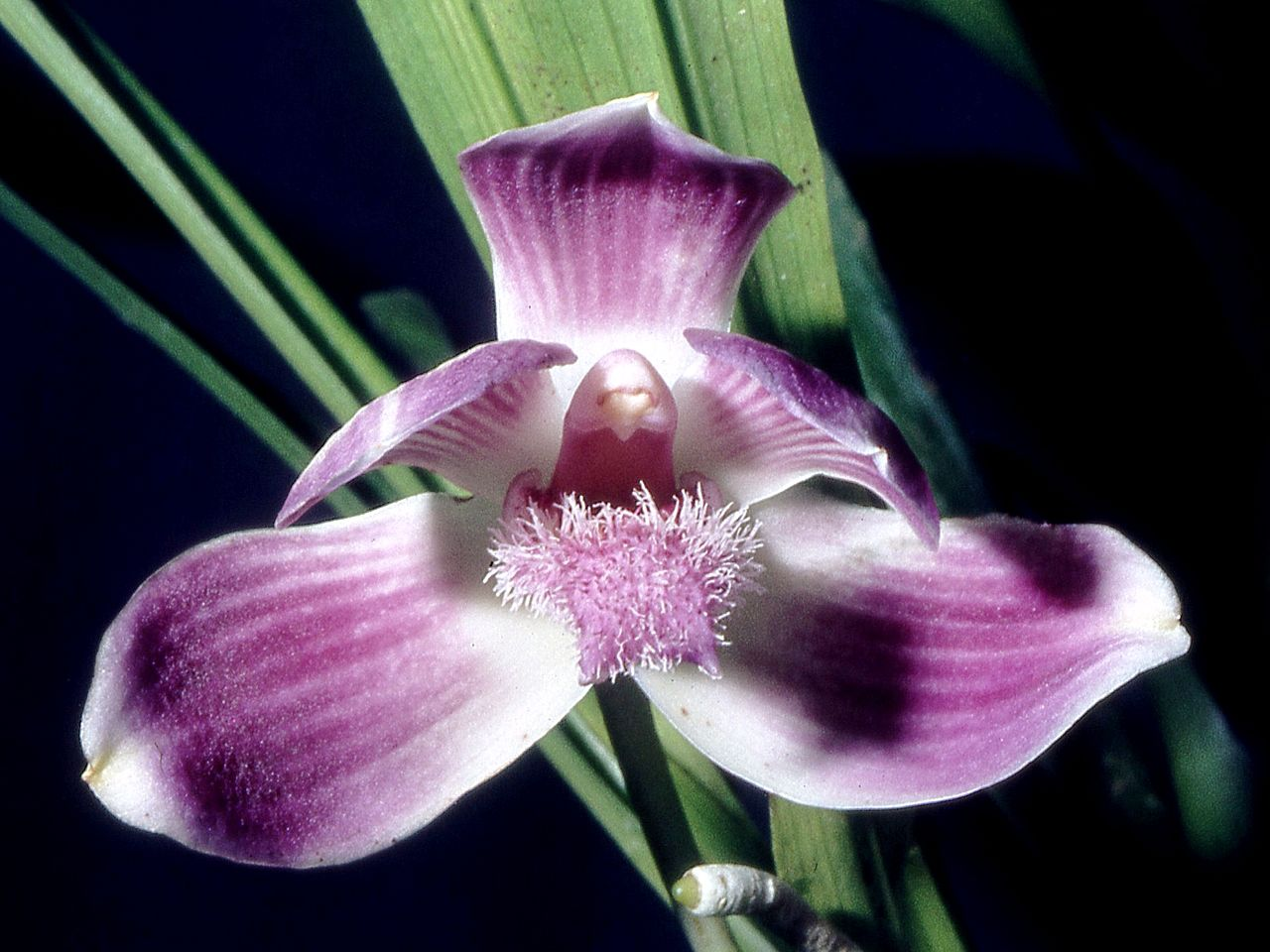
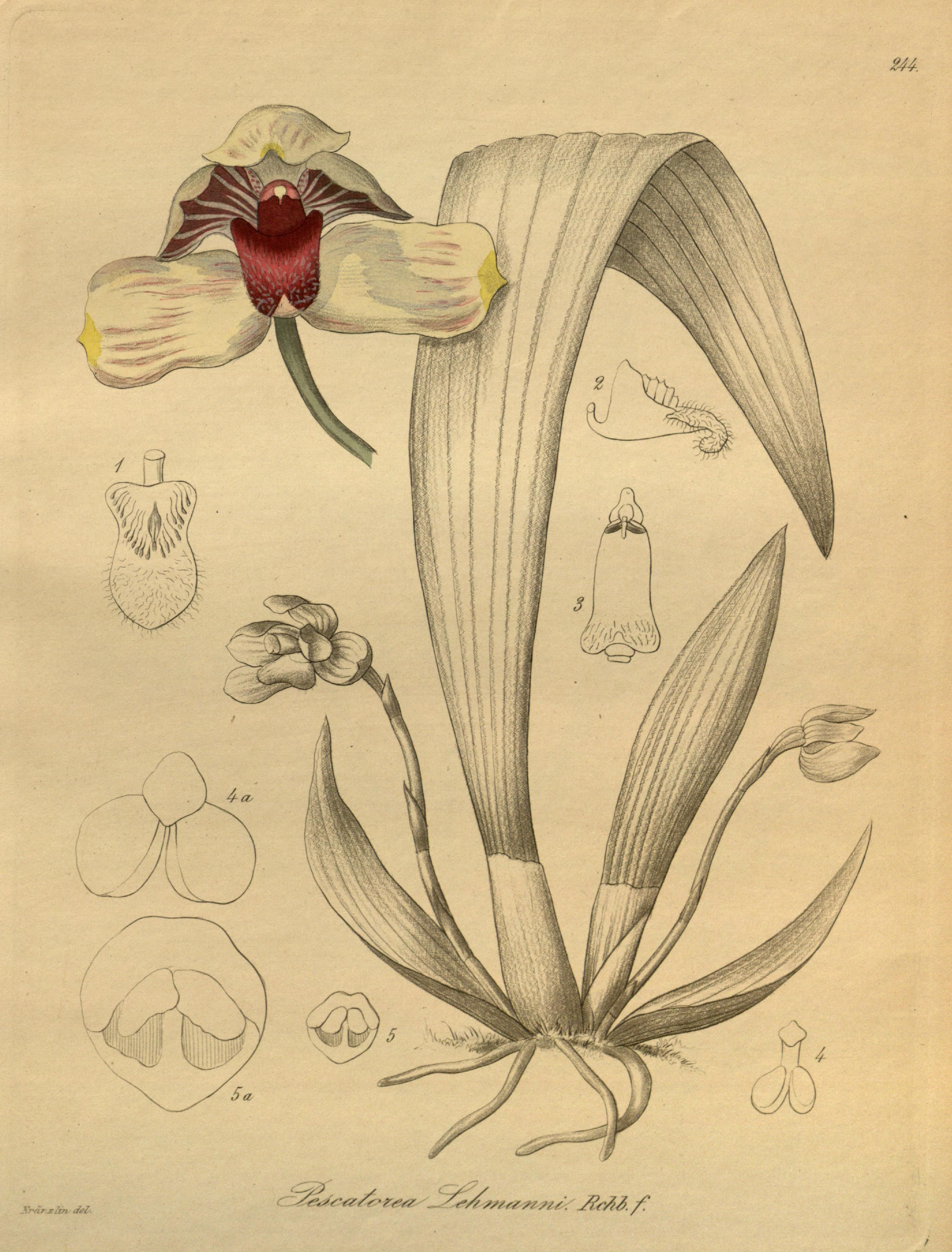